# Nicolas Rostoucher
Nicolas Rostoucher, né le 15 février 1981 à Colmar, est un nageur français.
Révélé sur la scène nationale, puis internationale par le Mulhouse Olympic Natation, Nicolas Rostoucher annonce fin décembre 2006 qu'il quitte ce club pour rejoindre Canet-en-Roussillon (Canet 66 natation) entraîné par Philippe Lucas.
Lors des championnats de France 2008, il décroche son billet pour ses troisièmes Jeux olympiques en devenant champion de France du 400 m nage libre devant Sébastien Rouault. Il dispute également le 1500 m et le 4 × 200 m nage libre.
Il rejoint ensuite le club du Cercle des nageurs de Marseille en septembre 2008. En octobre 2010, il annonce la fin de sa carrière au haut niveau.

## Palmarès

### Championnats d'Europe
- Championnats d'Europe 2002 à Berlin
  -  Médaille de bronze sur 400 m 4 nages

- Championnats d'Europe 2004 à Madrid
  -  Médaille de bronze en relais 4 × 200 nage libre

- Championnats d'Europe 2006 à Budapest
  -  Médaille de bronze sur 400 m nage libre
  -  Médaille de bronze sur 1500 m nage libre

- Championnats d'Europe 2001 à Anvers  (petit bassin)
  -  Médaille de bronze sur 1500 m nage libre

### Jeux olympiques
- Sydney 2000
  - 5e de sa série du 1500 m nage libre
  - 6e de sa série du 400 m nage libre

- Athènes 2004
  - 3e de sa série du 1500 m nage libre
  - 6e de sa série du 400 m nage libre
  - 7e de la finale avec le relais français du 4 × 200 mètres nage libre

- Pékin 2008
  - 13e temps du 400 m nage libre
  - 14e temps du 1500 m nage libre

### Jeux Méditerranéens
- Jeux Méditerranéens 2001 à Tunis
  -  Médaille d'or sur 400 m 4 nages

- Jeux méditerranéens 2005 à Almería
  -  Médaille d'argent sur 400 m 4 nages

### Championnat de France
- Vainqueur du 1.500 m en 2001
- Vainqueur du 400 m nage libre en 2008